# Feel Good Lost
Feel Good Lost – debiutancki album zespołu Broken Social Scene wydany 6 marca 2001 za pośrednictwem wytwórni Arts & Crafts. Album reprezentuje style post-rock i ambient oraz jest w znaczącej części instrumentalny, co różni album od You Forgot It in People. Album zawiera mało partii wokalnych autorstwa Leslie Feist i Kevina Drew.

## Spis utworów
Wszystkie utwory napisali Brendan Canning i Kevin Drew.
1. "I Slept With Bonhomme at the CBC" – 5:26
2. "Guilty Cubicles" – 3:03
3. "Love and Mathematics" – 5:44
4. "Passport Radio" – 5:45
5. "Alive in 85" – 5:14
6. "Prison Province" – 1:42
7. "Blues for Uncle Gibb" – 6:59
8. "Stomach Song" – 4:29
9. "Mossbraker" – 5:33
10. "Feel Good Lost" – 1:51
11. "Last Place" – 8:26
12. "Cranley's Gonna Make It" – 5:26